# František Kotrbatý
František Kotrbatý je bývalý československý zápasník, dvojnásobný mistr ČSR z roku 1946 a 1947 a bronzový medailista z mistrovství Evropy 1947 v zápase řecko-římském v kategorii do 62 kg.